# Juncus obliquus
Juncus obliquus är en tågväxtart som beskrevs av Robert Stephen Adamson. Juncus obliquus ingår i släktet tåg, och familjen tågväxter. Inga underarter finns listade i Catalogue of Life.